# Ioan Moraru
Ioan Moraru (n. 8 septembrie 1927, Dârlos, județul Târnava Mare – d. 20 decembrie 1989, București) a fost un medic român, ales post-mortem membru al Academiei Române.
Ioan Moraru, alături de Mihail Kuzin (Uniunea Sovietică) și Bernard Lown (Statele Unite), a fost copreședinte al organizației „Medicii lumii pentru prevenirea războiului nuclear”, căreia i-a fost decernat Premiul Nobel pentru Pace în anul 1985.

## Biografie profesională
A fost absolvent al Facultății de Medicină din Cluj, doctor în științe medicale (din 1957) și doctor docent (din 1968). A activat succesiv la catedrele de fiziopatologie, medicină legală și morfopatologie, parcurgând toate etapele ierarhice, de la preparator până la profesor șef de catedră.
A fost directorul Institutului Medico-Legal Mina Minovici și director al Institutului Victor Babeș, membru titular și vicepreședinte al Academiei de Științe Medicale. A reprezentat România la Organizația Mondială a Sănătății ca membru al Comitetului Executiv și vicepreședinte al acestui comitet.
A fost membru al organizației „International Physicians for the prevention of Nuclear War” căreia i-a fost acordat Premiul Nobel pentru Pace (1985). Anterior a fost secretar general (1964-1966) și apoi ministru adjunct la Ministerul Sănătății (1966-1969); a descris pentru prima oară receptorul Fc pentru IgA pe timocitele umane din myastenia gravis.
Activitatea sa științifică se concretizează în tratate și monografii și peste 300 de lucrări publicate în reviste din țară și străinătate. Este autorul unei „Introduceri în genetica moleculară” (în colaborare cu Ștefan Antohi, 1964), iar sub redacția sa apar tratatele de „Medicină legală” (1967), „Anatomia patologică” (1980), „Dicționar de imunologie” (împreună cu E. Păunescu, 1981), „Imunopatologie” (1984) și colaborează la volumul „Methods in Enzymology” (New York, 1983).
Lucrând peste 3 decenii în domeniul anatomiei patologice în laboratoarele Catedrei de anatomie patologică a Institutului de Medicină din Moscova, la secția de anatomie patologică a IML București și apoi la Institutul „Victor Babeș” din București, a studiat o variată cazuistică legată de boala membranelor hialine, docimazia histologică pulmonară la nou-născut, pneumopatia
intrauterină, meningita hipertoxică, leziunile vasculare cerebrale în intoxicația cu alcool metilic, tanatogeneza prin fibroblastoză și miocardită primitivă la copii, metastazele cancerului pulmonar, metastazele în glandele endocrine, carcinomul mamar, mecanismul de producere al leziunilor hepatice, hepatitele toxice și cirozele experimentale nutriționale și altele.

## Organizația „Medicii lumii pentru prevenirea războiului nuclear” și Premiul Nobel pentru Pace
A fost, împreună cu Mihail Kuzin (URSS) și Bernard Lown (SUA), copreședinte al organizației „Medicii lumii pentru prevenirea războiului nuclear” (International Physicians for the Prevention of Nuclear War), care a fost distinsă în 1985 cu Premiul Nobel pentru Pace. Cei trei se cunoșteau din anii '60, când au decis să înființeze această organizație. Ioan Moraru a fost nu numai membru fondator al acestei organizații, dar și coordonator, conform declarațiilor lui Gheorghe Moraru, fratele său, Ioan Moraru fiind în fapt șeful echipei de inventatori. În perioada 1964-1966 el a fost secretar general al acestei organizații. Ani de zile, profesorului Moraru i s-a refuzat deschiderea unei filiale a organizației și care viza să participe la conferințe internaționale. Subsidiara din România a fost înființată abia în anul 1983.
Organizația a fost premiată pentru analiza amănunțită, științifică, a consecințelor unui război nuclear - un demers pentru pace în miezul Războiului Rece. La acea dată, organizația avea deja 22 de membri. Faptul că Nicolae Ceaușescu aspira la obținerea unui nou titlu, să fie deținător al Premiului Nobel pentru Pace, a făcut ca regimul de la acea vreme să nu-i permită lui Ioan Moraru să iasă din România pentru a participa la festivitatea de decernare.
Recunoașterea performanțelor sale au venit în 1990, când a fost primit membru post-mortem al Academiei Române.